# Álvaro-Obregón-Talsperre (Sonora)
Die Álvaro-Obregón-Talsperre (spanisch Presa Álvaro Obregón, auch Presa del Oviachic genannt) ist eine große Talsperre in Mexiko im Südwesten von Sonora. Sie ist benannt nach Álvaro Obregón (1880–1928), einem General, der von 1920 bis 1924 Präsident von Mexiko war. Im Jahr 1952 wurde sie von Präsident Miguel Alemán Valdés eingeweiht.
Gestaut wird der Río Yaqui, allerdings werden in anderen Quellen auch der Mextiquic und der Fuerte genannt. Die Talsperre dient der Bewässerung einer Fläche von 2720 km², der Stromerzeugung aus Wasserkraft und dem Niedrigwasserausgleich.
Das Absperrbauwerk ist ein 90 m hoher Staudamm. Die Talsperre liegt ca. 56 km nördlich der Stadt Ciudad Obregón. Sie ist die unterste von drei Talsperren im Tal des Yaqui. Das gesammelte Wasser entspringt den Bergen an der Grenze der Bundesstaaten Sonora und Chihuahua.